# Hörningsholms slott
Hörningsholm är ett slott på norra Mörkö i Mörkö socken, söder om Södertälje i Södermanland, Södertälje kommun.
Hörningsholm är strategiskt beläget högt ovanpå en klippavsats intill Borgsundet, med utsikt över Södertäljeleden. Läget gjorde att platsen befästes redan under 1200-talet. På 1400-talet uppfördes där ett slott som, tillsammans med stora delar av Sörmlands kust, skövlades och nedbrändes av ryska trupper år 1719.
Det nuvarande slottet uppfördes i mitten av 1700-talet av landshövdingen greve Nils Bonde af Björnö, efter ritning av Carl Hårleman. Byggnaden skadades svårt vid en brand 18 februari 1950. Slottet är fortfarande i privat ägo inom släkten Bonde.
| Hörningsholms slott i april 2011, fasad mot väst med den medeltida grundmuren (vänster bild) och mot öst (höger bild) |  | Hörningsholms slott i april 2011, fasad mot väst med den medeltida grundmuren (vänster bild) och mot öst (höger bild) |
| Hörningsholms slott i april 2011, fasad mot väst med den medeltida grundmuren (vänster bild) och mot öst (höger bild) |  | |

## Historik

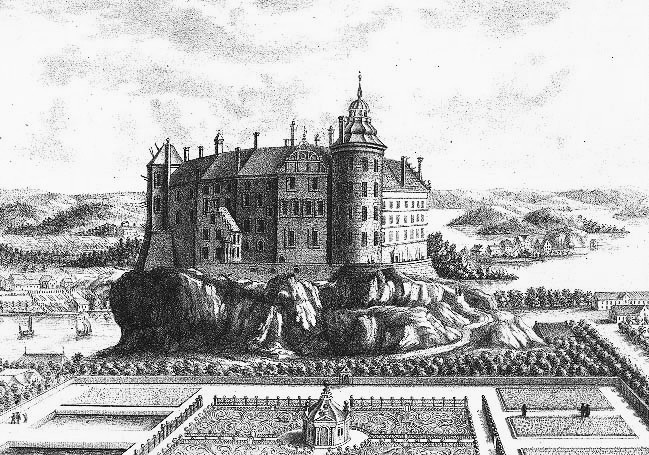
Gamla Hörningsholms slott, 1600-talet i Suecia antiqua et hodierna.

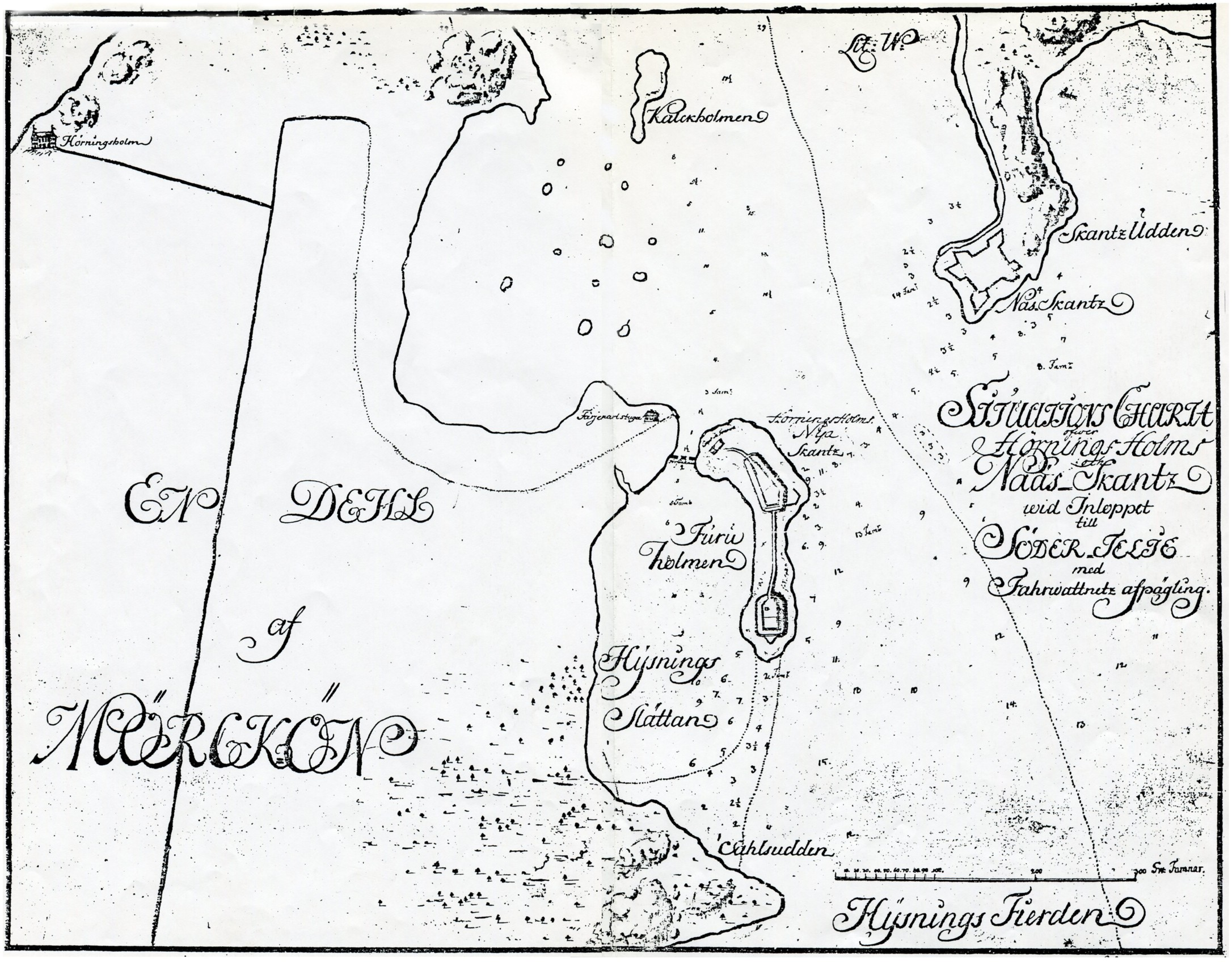
Karta över Hörningsholms skansar vid Skanssundet, ca 1725. Hörningsholms slott syns längst upp till vänster.

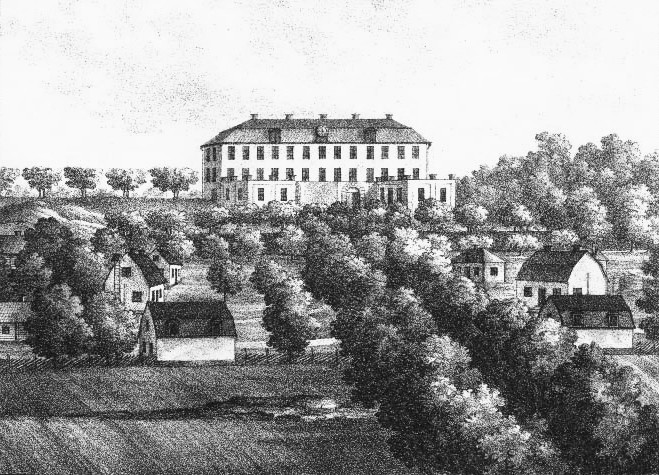
Hörningsholms slott från öster, 1828.

Ursprunget till Hörningsholm var en gård Symondöö (nu Simonsö), belägen på en ö, som sedan växt samman med Mörkös norra strand. Symondöö sätesgård tillhörde Bjälboätten. År 1308 tillhörde gården hertig Erik Magnusson, som detta år pantsatte den till Lyder van Kyren. Gården tillhörde 1365-1423 släkten Örnfot. Den ägdes 1365 av Erik Karlsson (Örnfot), 1411 av hans brorson Karl Magnusson och sedan dennes son Knut Karlsson, som 1423 gav den i morgongåva till sin hustru Johanna Torgilsdotter (Brahe).
Vad som sedan hände med gården är inte helt klarlagt, men 1475 såldes halva Simonsö av Birgitta Olofsdotter (Tott) till Nils Bosson (Sture) och i det sammanhanget uppgav fru Birgitta att hon köpt andelen av Knut Bengtsson (Ulv). Den andra halvan såldes till Nils Sture av Arvid Trolle och det är i samband med den försäljningen som namnet Hörningsholm (då Hørningxholm) uppträder första gången som namn på just den halvan. I Arvid Trolles jordebok från 1498 påpekas särskilt att namnet är nytt, att gården "nu kallas Hörningsholm".
Vid 1500-talets början lät Svante Nilsson (Sture) bygga om den högmedeltida borgen till ett renässansslott. Slottet förstördes av Kristian II kring 1520 men byggdes upp igen. Hörningsholm tillhörde sedan Sturesläkten till 1616.
Bland Hörningsholms ägare under denna tid fanns Kristina Nilsdotter (Gyllenstierna), som dog på Hörningsholm den 6 januari 1559. Hennes son, riksmarsken Svante Sture d.y. satte slottet ungefär i det skick som visas i Erik Dahlberghs bokverk Suecia antiqua et hodierna. Det tillhörde därefter hans änka Märta Eriksdotter Leijonhuvud.
Bekant är det brudrov, som utspelade sig här 1573 då Erik Gustavsson Stenbock rövade bort Magdalena Svantesdotter Sture från Hörningsholm. Från 1658 ägdes Hörningsholm av medlemmar av ätten Banér. År 1719 förstördes slottet igen, denna gång av ryssarna som härjade vid denna tid längs Sveriges ostkust. Hörningsholm stod därefter en längre tid i ruiner. Det som fanns kvar köptes år 1746 av landshövdingen i Sörmlands län greve Nils Bonde af Björnö (1685–1760). Han lät uppföra en ny huvudbyggnad ovanpå medeltids- och renässansslottets grunder efter ritningar av Carl Hårleman. Nils Bonde stiftade 1750 ett fideikommiss, vilket upphävdes 1976 då greve Carl G:son Bonde köpte Hörningsholm av sin far Gustaf C:son Bonde.

## Bilder

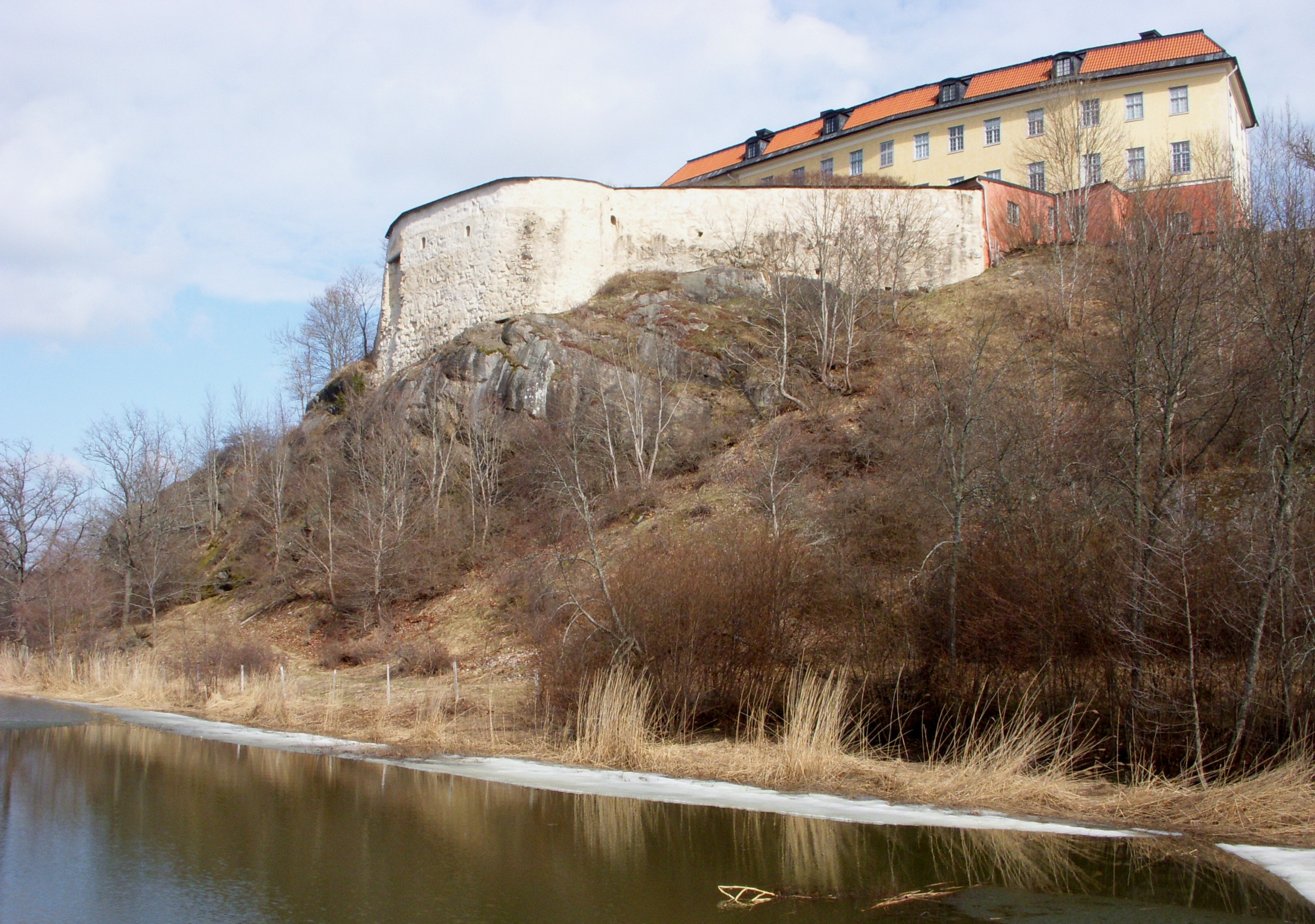
Fasad från sydväst
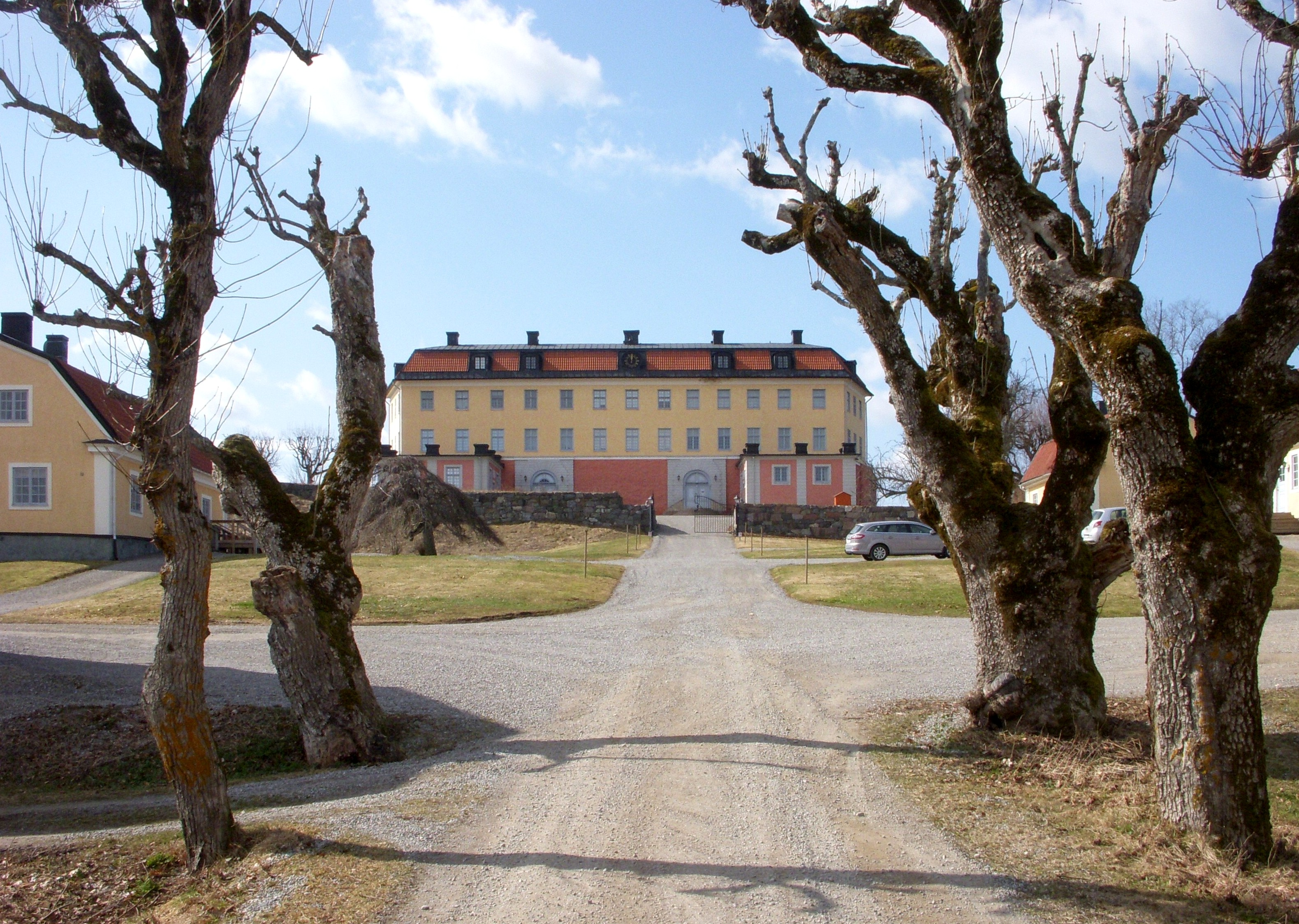
Vy med allén från öster
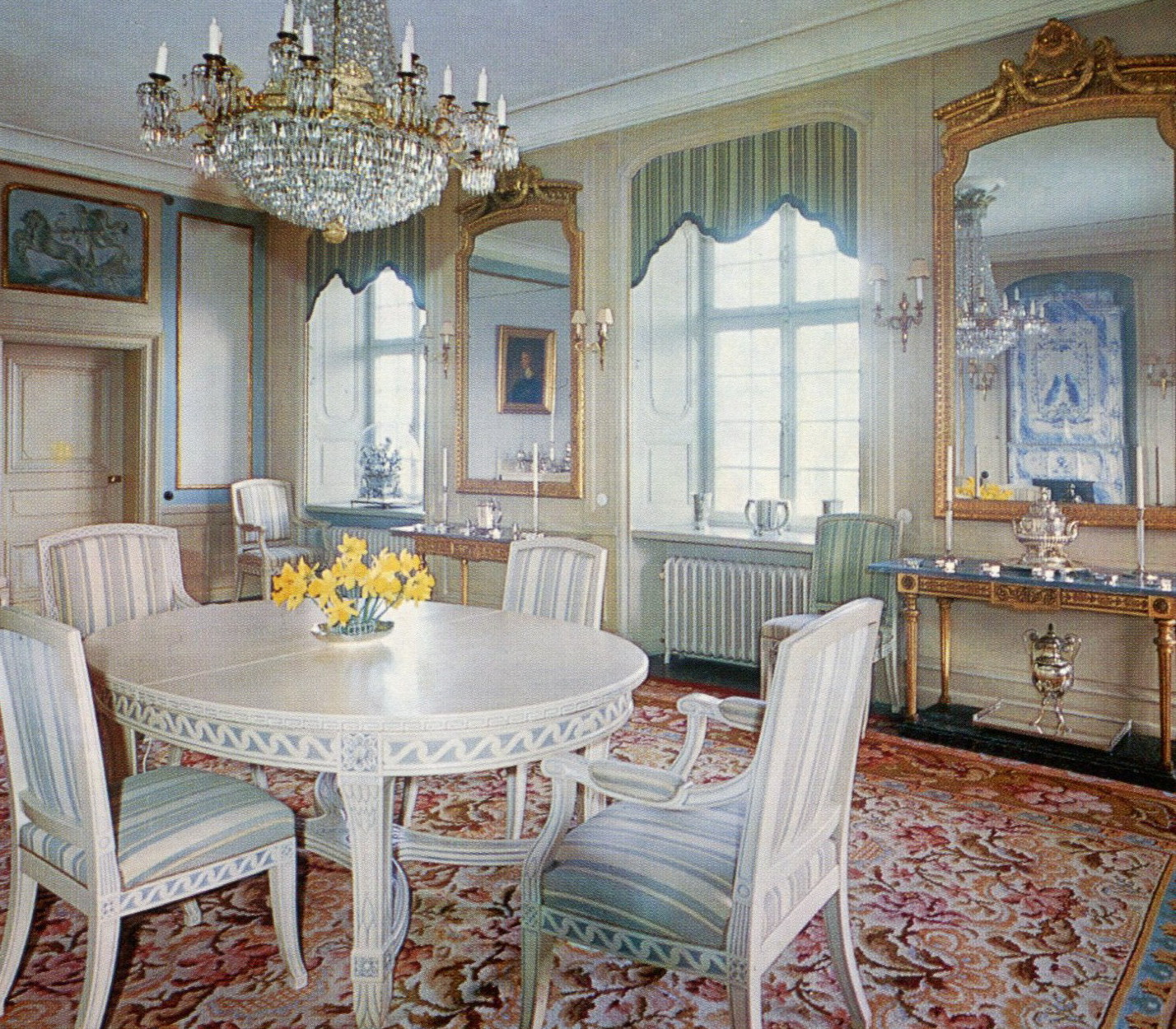
Matsalen
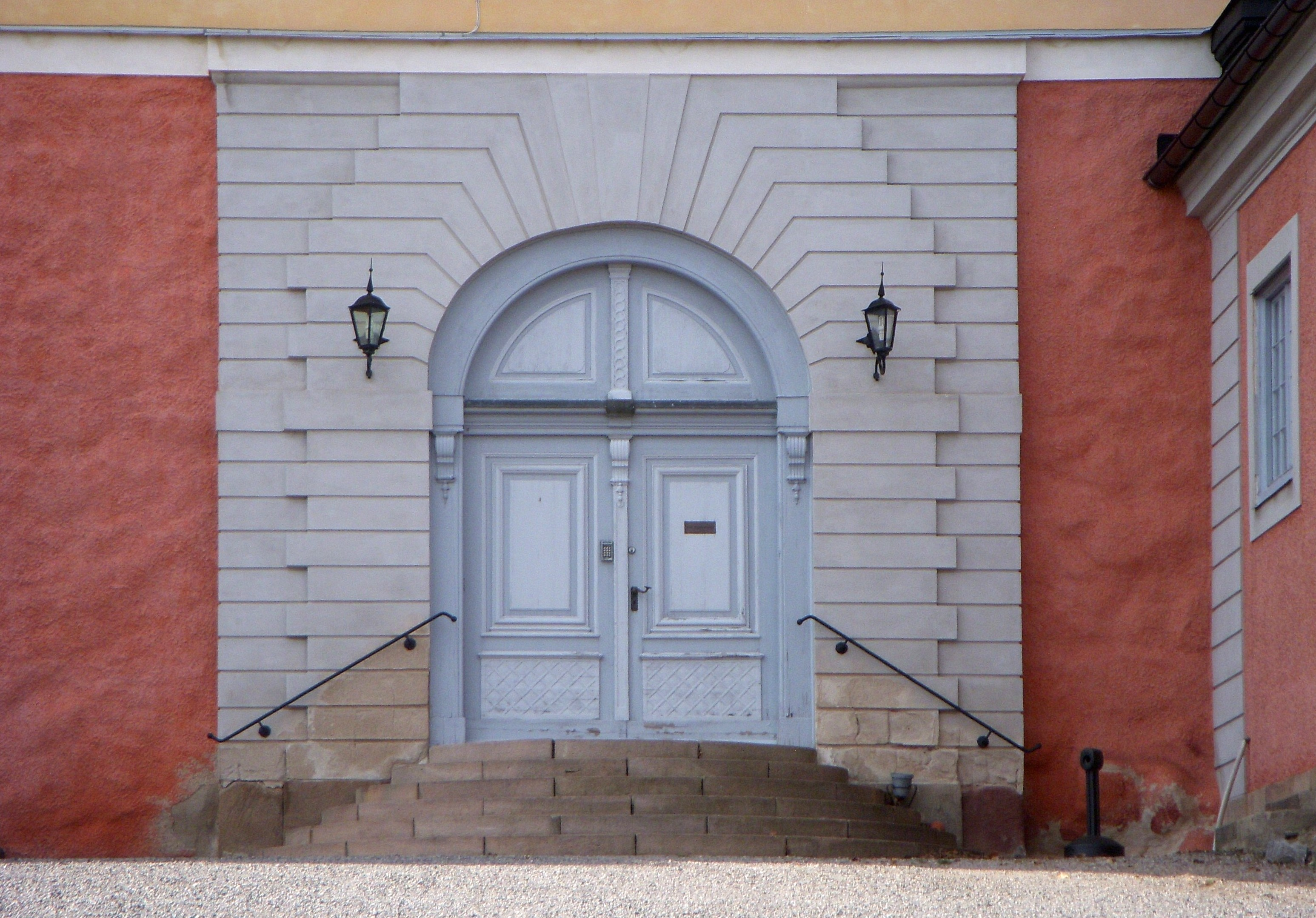
Entréportalen
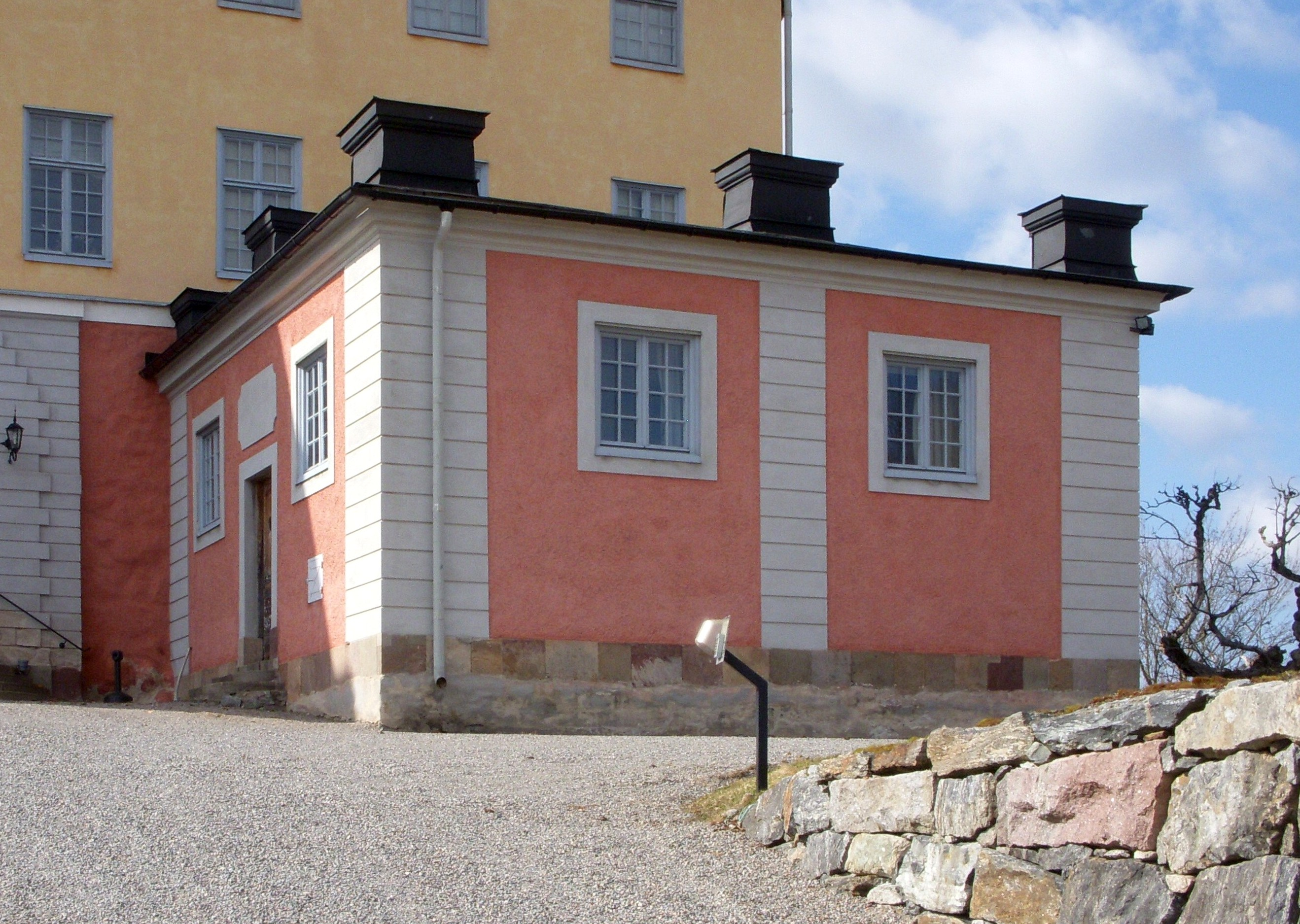
Flygeln